# Dăbene
Dăbene (bulgariska: Дъбене) är ett distrikt i Bulgarien.   Det ligger i kommunen Obsjtina Karlovo och regionen Plovdiv, i den centrala delen av landet, 120 km öster om huvudstaden Sofia.